# Uno, due, tre!
Uno, due, tre! (One, Two, Three) è un film commedia del 1961, tratto da una commedia teatrale di Ferenc Molnár, diretto da Billy Wilder ed interpretato da James Cagney.

## Trama

Da sinistra Hanns Lothar, James Cagney, Horst Buchholz e Pamela Tiffin

L'americano C.R. McNamara è il dinamico dirigente dello stabilimento di produzione della Coca-Cola a Berlino. L'uomo si avvale di efficienti impiegati di teutonica disciplina, pronti a scattare sull'attenti a ogni suo passaggio in ufficio, della bionda e avvenente segretaria Ingeborg, dello zelante collaboratore Schlemmer e dell'autista personale Fritz. McNamara, che da tempo ambisce alla più prestigiosa direzione di Londra della Coca-Cola, accetta dal suo superiore diretto di Atlanta, Mr. Hazeltine, di ospitarne a Berlino per qualche settimana la giovane e vivace figlia Rossella, tenendola d'occhio con discrezione. Ciò sconvolge gli imminenti piani della famiglia McNamara, in quanto la moglie Phyllis e i due figli devono rimandare la programmata partenza per una vacanza a Venezia, mentre McNamara deve ridimensionare il suo flirt extraconiugale con Fraulein Ingeborg.
Rossella giunge a Berlino ed è accolta all'aeroporto dai coniugi McNamara, i quali si rendono immediatamente conto che la ragazza è totalmente svampita e non sarà un soggetto facile da gestire.
Le due settimane programmate diventano due mesi e McNamara, arrivando in ufficio un lunedì mattina, riceve la telefonata di Phyllis, allarmata poiché ha appena scoperto che Rossella non ha dormito a casa. McNamara interroga l'autista Fritz e scopre che questi, da circa sei settimane, è stato ingaggiato da Rossella, la quale si fa condurre ogni sera alla Porta di Brandeburgo (dove passa il confine per Berlino Est) e si fa poi ricondurre a casa McNamara all'alba successiva. Ma quella mattina Rossella pare svanita nel nulla. McNamara, disperato poiché nel frattempo ha ricevuto la telefonata in cui Mr. Hazeltine gli annuncia di essere in arrivo a Berlino il giorno successivo per riprendersi la figlia, mette in moto le ricerche. Ma poco dopo vede entrare nel suo ufficio proprio Rossella, la quale gli annuncia di aver conosciuto un giovane studente comunista e di averlo sposato a Berlino Est. Il giovane, trasandato, scontroso e fervente idealista, si chiama Otto Piffl e viene ricevuto in ufficio da un disgustato McNamara, con il quale immediatamente si scontra sui temi del capitalismo e della politica. Rossella annuncia che lei e Otto partiranno la sera stessa per andare a vivere a Mosca e McNamara, che ormai vede vacillare la propria carriera e l'agognata dirigenza di Londra, con un abile stratagemma riesce a far arrestare Otto dalla Polizia della Germania dell'est per attività anti-sovietiche e a incaricare il proprio avvocato di rintracciare e distruggere il certificato di matrimonio.
McNamara rientra la sera a casa, dove trova l'ignara Rossella che attende l'arrivo di Otto per partire con lui. Alla notizia dell'arresto di Otto, Rossella sviene e il medico chiamato ad assisterla rivela che la ragazza è incinta. Ciò sconvolge nuovamente i piani di McNamara il quale, nonostante la crescente disapprovazione di Phyllis per i suoi metodi poco ortodossi, convoca immediatamente Ingeborg e Schlemmer per andare con loro a Berlino Est a carpire la collaborazione di tre ispettori sovietici e ottenere il rilascio di Otto.
Il gruppo si incontra allo scalcinato Hotel Potemkin, dove Ingeborg si esibisce ballando sul tavolo a beneficio dei tre ispettori entusiasti, i quali acconsentono a collaborare alla liberazione di Otto, a patto che Ingeborg poi li segua.
Otto viene rilasciato all'alba e caricato sull'auto di McNamara, che riparte con Fritz e Ingeborg. Schlemmer, rimasto a terra e con indosso il vistoso abito a pois di Ingeborg, riesce a ingannare solo per pochi istanti gli ispettori, che si lanciano subito alle calcagna di McNamara.
Dopo un rocambolesco inseguimento, l'utilitaria degli ispettori si schianta contro il muro della Porta di Brandeburgo, e McNamara, Fritz e Ingeborg riescono a condurre Otto in ufficio. Rossella li raggiunge e rivela a Otto di aspettare un figlio. Il giovane, pur recalcitrante e tra mille proteste, viene convinto da Rossella, anche per il bene e il futuro del bambino.
Nelle poche ore che mancano all'arrivo da Atlanta degli Hazeltine, McNamara convoca in ufficio un esercito di commercianti di abbigliamento, parrucchieri, manicure e sarti per rendere Otto presentabile, dirigendo le operazioni con piglio militaresco. A tempo di record fa predisporre i documenti per l'adozione di Otto da parte del conte Von Droste-Schattenburg, un nobiluomo decaduto ma in grado di fornire il titolo e lo stemma nobiliare utili alla nuova immagine di Otto. Nel frattempo, aiutato da Rossella, McNamara continua a istruire lo scettico Otto sul capitalismo e sul modo di vivere occidentale. L'ufficio di McNamara è in breve trasformato in un gigantesco e trafficato laboratorio, dove i preparativi per la trasformazione di Otto vengono continuamente interrotti da imprevisti, dall'irruzione della Polizia americana, alla visita di una furibonda Phyllis che vuole ripartire da sola per l'America con i figli, a un giornalista a caccia di scoop che ha fiutato la notizia del matrimonio tra l'ereditiera di Atlanta e il comunista di Berlino Est. McNamara affronta al meglio la frenetica mattinata, con l'ausilio di Schlemmer e di Ingeborg. Rossella e Otto vengono condotti in auto di volata all'aeroporto ad accogliere gli Hazeltine, mentre McNamara lascia le ultime istruzioni a Otto e lo presenta a Hazeltine come il migliore fra i suoi collaboratori a Berlino.
Hazeltine è talmente conquistato dal genero che decide immediatamente di collocarlo alla prestigiosa direzione dello stabilimento londinese della Coca Cola. McNamara, pur deluso per aver perso l'occasione di trasferirsi a Londra, capisce che per lui è davvero tempo di tornare in America presso la sede di Atlanta, dove gli spetta in ogni caso un incarico di prestigio. Mentre gli Hazeltine si avviano all'uscita dell'aeroporto, McNamara vede moglie e figli che stanno per imbarcarsi per l'America e li ferma, comunicando loro gli ultimi avvenimenti. Dopo un rapido conciliabolo di Phyllis con i figli, la famiglia si riunisce e brinda al ritorno negli Stati Uniti acquistando quattro bottigliette a un distributore automatico di Coca-Cola: servite le prime bevande ai familiari, McNamara si accorge con estremo disappunto che la bottiglietta che ha appena stappato è di Pepsi-Cola.

## Produzione
Nel 1961, mentre la troupe di Billy Wilder stava girando il terzo atto del film a Berlino, nel bel mezzo delle riprese iniziò la costruzione del famigerato muro nel giorno del 13 agosto. Le riprese del film vennero così condizionate dall'evento storico: in quei giorni Billy Wilder aveva appena cominciato a girare sotto la porta di Brandeburgo, punto di congiunzione e di passaggio tra Berlino Est e Ovest. Le altre sequenze ambientate sotto la porta di Brandeburgo dovettero essere girate negli studi della Bavaria Film a Monaco di Baviera, dove per duecentomila dollari fu ricostruito il simbolo della città.

## Cast
James Cagney, nel ruolo del protagonista McNamara, ebbe a dichiarare: «Non era un film facile da fare perché era una commedia senza pause, un affare del tipo "è divertente e basta" che richiedeva un ritmo inesorabile. Come ho detto, la commedia a tutti i costi non mi ha mai attratto molto. Quando Billy Wilder mi dette lo script di One, two, three, in effetti mi disse da principio: "Noi ci stiamo imbarcando in un lavoro che richiede una velocità di 60 sulle curve e di 100 miglia all'ora sui rettilinei". Posso capire perché pensò a me. Sono stato uno che parla rapido per tutta la vita».

### Cameo
Nel film appare il comico statunitense Red Buttons, nei panni di un sergente della Polizia Militare americana che fa irruzione negli uffici di McNamara. Il suo nome non compare nei titoli di testa del film.

## Colonna sonora
La vivace Danza delle sciabole composta da Aram Chačaturjan è presente nei titoli di testa e segnala altri momenti di azione briosa durante il film (la danza sul tavolo di Ingeborg al Grand Hotel Potemkin e il successivo inseguimento in auto).
La Cavalcata delle Valchirie è suonata durante il percorso verso l'Hotel Potemkin. Il direttore d'orchestra canta una versione in lingua tedesca del brano novelty Yes! We Have No Bananas all'arrivo di McNamara all'Hotel.

## Accoglienza
Dalla erezione del Muro, avvenuta durante le riprese, l'atmosfera attorno al film si fece assai più pesante; già durante la lavorazione si era trasformato da farsa in tragedia, poiché d'improvviso tutto ciò che doveva essere divertente ed esilarante, una brillante satira sul conflitto Est-Ovest, appariva come un ghigno cinico. Quando il film uscì in prima assoluta a Berlino, nel dicembre 1961, la Berliner Zeitung commentò amaramente: «Quello che a noi spezza il cuore, per Billy Wilder è motivo di divertimento.»
Nel 1986 il film venne celebrato in una grande rentrée in Germania. Wilder, allora ottantenne, spiegò quali fossero secondo lui i motivi dell'iniziale insuccesso: «Nessuno aveva voglia di ridere di una commedia sui rapporti tra Est e Ovest ambientata a Berlino, mentre altri berlinesi rischiavano la vita saltando dalle finestre oltre il muro, oppure cercando di attraversare i canali a nuoto sotto il fuoco delle mitragliatrici. Non che non si possa scherzare anche con l'orrore. Ma mi era impossibile spiegare al pubblico che quando avevo girato "Uno, due, tre" la situazione era molto diversa da quando il film fu proiettato».
In seguito il film è diventato un cult movie e una tappa irrinunciabile nella filmografia dell'autore e nella commedia americana degli anni sessanta.

## Riconoscimenti
Il film ha ricevuto una nomination ai Premi Oscar 1962 (miglior fotografia) e due nomination ai Golden Globe 1962 (miglior film commedia e migliore attrice non protagonista a Pamela Tiffin).
Nel 1961 il National Board of Review of Motion Pictures l'ha inserito nella lista dei migliori dieci film dell'anno.

## Citazioni
- Nella scena in cui Otto Piffl viene istruito sull'educazione a tavola, James Cagney cita se stesso, minacciando di colpire Otto con un pompelmo tagliato a metà. Il riferimento è alla celeberrima scena del film Nemico pubblico (1931), in cui Cagney spiaccicava il pompelmo sul volto della partner Mae Clarke.
- Nella scena in cui Arlene Francis comunica per telefono al marito in maniera disinvolta che Rossella è sparita, e quest'ultimo incredulo le domanda che cosa possa esserle capitato; lei ironicamente gli risponde Via col vento!, citando così il celeberrimo film.
- Nella versione italiana del film, quando McNamara viene a conoscenza della gravidanza di Rossella, il suo commento è «Mamma mia, è arrivata la fine del mondo». Nella versione originale, la battuta è: «Mother of mercy, is this the end of Rico?», frase resa celebre da Edward G. Robinson nel finale di Piccolo Cesare (1930), capolavoro di Mervyn LeRoy, quando il personaggio del gangster Rico Bandello viene colpito a morte.
- Nella scena dove McNamara ordina un insieme di cose costose tra cui appartamenti per far passare Otto per un ricco capitalista, quest'ultimo menziona in una frase in modo ironico La dolce vita di Federico Fellini.